# أوستين غيريرو
أوستين غيريرو (بالإسبانية: Austin Guerrero)‏ (24 مارس 1989 بتشولا فيستا في الولايات المتحدة - ) هو لاعب كرة قدم مكسيكي في مركز حراسة المرمى. لعب مع نادي بويبلا.

## وصلات خارجية
- أوستين غيريرو على موقع قاعدة بيانات كرة القدم.إي يو (الإنجليزية)
- أوستين غيريرو على موقع Soccerway.com (الإنجليزية)